# Taillancourt
Taillancourt é uma comuna francesa na região administrativa de Grande Leste, no departamento de Meuse. Estende-se por uma área de 11,09 km². Em 2010 a comuna tinha 128 habitantes (densidade: 11,5 hab./km²).